# Стив Фуртадо
Стив Жозе Фуртадо Перейра (на френски: Steeve José Furtado Pereira) е кабовердиански футболист, който играе на поста десен бек. Състезател на ЦСКА 1948.

## Кариера
Стив Фуртадо се присъединява към Орлеан на 25 юни 2017 г., след успешен период в отбора на Кретей. Той прави своя официален дебют за отбора на Орлеан, на 28 юли 2017 г. в мач от Лига 2 срещу Нанси, завършил при резултат 3:1 в полза на неговия отбор.
На 28 януари 2020 г. е обявен официално за ново попълнение на Берое. Дебютира на 16 февруари при победата с 2:0 като домакин на Етър.

### ЦСКА 1948
На 4 юли 2022 г. Фуртадо подписва с ЦСКА 1948. Записва дебюта си на 17 юли при равенството 1:1 като гост на Пирин (Благоевград).

## Национална кариера
На 12 ноември 2020 г. Фуртадо дебютира в официална среща за националния отбор на Кабо Верде срещу Руанда, в мач от квалификациите за Купата на африканските нации през 2021 г., завършила при резултат 0:0.